# Петсамо (регіон)

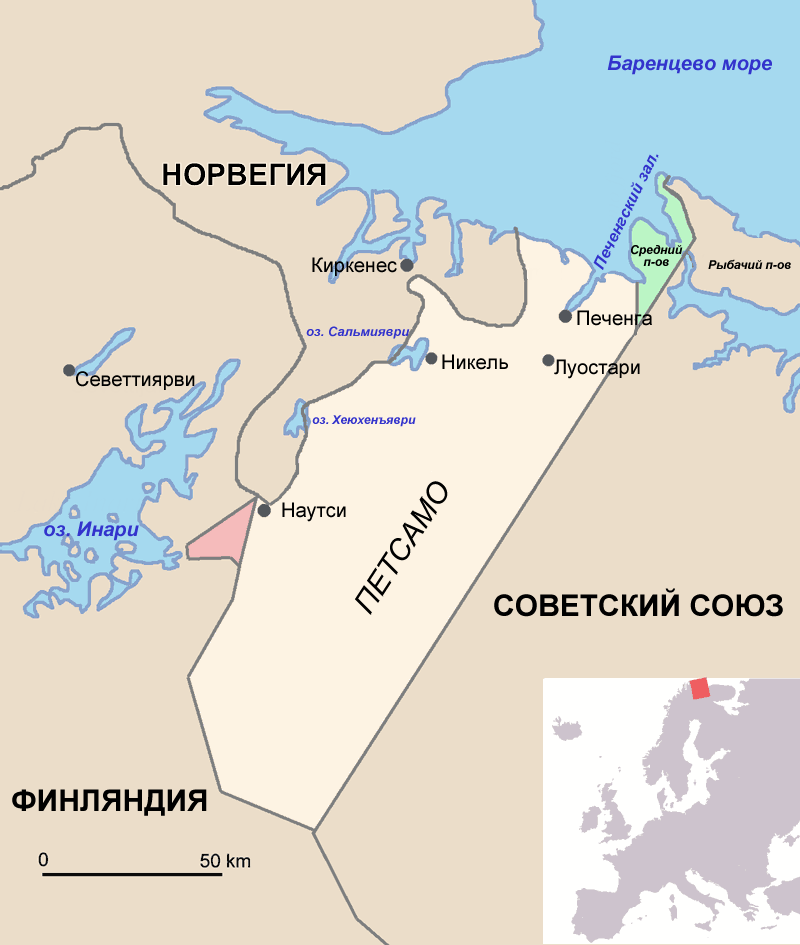
Регіон Петсамо
Відторгнута у Фінляндії за Московським мирним договором 1940 року частина півостровів Середній та Рибальський.
Регіон Петсамо, в якому були радянські нікелеві шахти. У 1944 році перейшов до СРСР
Регіон Яніскоскі — Ніскакоскі придбаний СРСР у 1947.

Пе́тсамо (фін. Petsamo, кол.-саам. Peäccam) — історико-географічний регіон, який в період з 1920 до 1944 року (з перервою у 1940—1941 роках) був фінським муніципалітетом. Адміністративним центром було селище Петсамо. Муніципалітет займав площу 10 470 квадратних кілометрів. Його східний кордон починався у Корватунтурі, закінчувався біля берегів Північного Льодовитого океану на півострові Каластаясааренно і простягався на понад 200 кілометрів.
Ліїнахамарі був єдиним океанським портом Петсамо і всієї Фінляндії — він мав вихід у Баренцове море. Так звана Дорога до Льодовитого океану (фін. Jäämerentie) з Рованіемі в Ліїнахамарі побудована в 1931 році, це привернуло туристів, оскільки до єдиного фінського порту на Баренцовому морі стало можливо доїхати на автомобілі.
14 жовтня 1920 року регіон приєднали до Фінляндії від Росії відповідно до умов Тартуського миру. Під час Третьої радянсько-фінської війни радянські війська окупували регіон Петсамо, проте по завершенню воєнних дій частково повернули його назад Фінляндії, за винятком західної частини півострова Рибальського. У 1940 році регіон Петсамо перебував під контролем фінської влади, на його території дислокувалися німецькі війська. За результатами Четвертої радянсько-фінської війни у 1944 році Петсамо передано Радянському Союзу, що в 1947 році закріплено Паризьким мирним договором.
Зараз регіон лежить у північно-західному кутку Росії поблизу Північного Льодовитого океану й межує з Норвегією та Фінляндією. На більшій частині території регіону Петсамо утворено Печензький район Мурманської області РРФСР; менша частина увійшла в Кольський район.
На початок XXI століття ця територія утворює основну частину Печензького району Мурманської області, до якого входять муніципалітети Печенга, Нікель та Заполярний, а також сільська місцевість Корзуново. Населення Петсамо становить 45 400 (2006). Також до нього входять Айновські та Кійські острови.